# Sei Zero
Sei Zero è una serie di concerti-evento di Renato Zero svoltisi a Roma in Piazza di Siena dal 29 settembre al 9 ottobre 2010 per un totale di otto concerti, in occasione del sessantesimo compleanno del cantautore.
A latere degli spettacoli venne organizzata una mostra degli abiti di scena del cantante e venne installata una sala cinema che trasmetteva i video più noti dell'artista.
Dalle riprese dell'evento è stato tratto uno spettacolo televisivo, trasmesso da Canale 5 sabato 18 dicembre 2010 in prima serata con la regia di Roberto Cenci, che ha registrato 4.118.000 telespettatori e uno share del 19,5%, e un video omonimi.

## Scalette

### 29 settembre
1. Roma (video)
2. Siamo eroi
3. Io uguale io
4. Niente trucco stasera
5. La favola mia
6. Magari
7. Ancora qui
8. Amico
9. Gli ex (cantata da Ron)
10. Fortuna
11. Più su
12. Mi vendo
13. Letti (con Monica Guerritore)
14. Cercami
15. Ancora fuoco
16. Spiagge
17. Ha tanti cieli la luna (cantata da Cecilia Gasdia)
18. Sesso o esse
19. Il maestro
20. Dormono tutti (video + esibizione di Carla Fracci)
21. Qualcuno mi renda l'anima
22. Resisti
23. L'impossibile vivere
24. Non smetterei più (con Mario Biondi e Stefano Di Battista)
25. Triangolo
26. Medley:
  1. Sbattiamoci
  2. L'ambulanza
  3. Sgualdrina
  4. Chi sei
  5. Sergente no
  6. Amore sì, amore no
  7. Profumi, balocchi e maritozzi
27. La mia generazione
28. I migliori anni della nostra vita
29. Il cielo

### 30 settembre
1. Roma (video)
2. Io uguale io
3. Niente trucco stasera
4. Guai
5. Amico
6. Piazza Grande (con Lucio Dalla)
7. Madame
8. Ancora qui
9. Siamo eroi
10. Dimmi chi dorme accanto a me
11. Ha tanti cieli la luna (cantata da Cecilia Gasdia)
12. Magari
13. Un uomo da bruciare
14. Motel (al piano Stefano Senesi)
15. Triangolo
16. Spiagge
17. Dormono tutti (video)
18. Mi vendo
19. Cercami (cantata da Fiorella Mannoia)
20. Nafta (al piano Piero Pintucci)
21. Muoviti
22. Momento Giorgio Panariello
23. Più su
24. Resisti
25. Medley:
  1. Sbattiamoci
  2. L'ambulanza
  3. Sgualdrina
  4. Chi sei
  5. Sergente no
  6. Amore sì, amore no
  7. Profumi, balocchi e maritozzi
26. La mia generazione
27. I migliori anni della nostra vita
28. Il cielo

### 2 ottobre
1. Roma (video)
2. Io uguale io
3. Niente trucco stasera
4. La favola mia
5. Sogni di latta
6. Amico
7. Cercami (cantata da Fiorella Mannoia)
8. Periferia
9. Emergenza noia (alla chitarra Phil Palmer)
10. Ha tanti cieli la luna (cantata da Cecilia Gasdia, al piano Stefano Senesi)
11. Manichini
12. Lungara (alle chitarre Phil Palmer, Luciano Ciccaglioni e Nicola Distaso)
13. Dormono tutti (video)
14. Ancora qui
15. Resisti
16. Letti (con Monica Guerritore)
17. Accade
18. Baratto
19. Magari
20. Non sparare! (cantata da Andrea Bocelli)
21. Più su (con Andrea Bocelli)
22. Il carrozzone
23. Medley:
  1. Sbattiamoci
  2. L'ambulanza
  3. Sgualdrina
  4. Chi sei
  5. Sergente no
  6. Amore sì, amore no
  7. Profumi, balocchi e maritozzi
24. Il jolly
25. Triangolo
26. Spalle al muro
27. La mia generazione
28. I migliori anni della nostra vita (alla chitarra Phil Palmer)
29. Il cielo

### 3 ottobre
1. Roma (video)
2. Io uguale io
3. Niente trucco stasera
4. La favola mia
5. Cercami
6. Marciapiedi
7. Voyeur
8. Amico
9. Ha tanti cieli la luna (cantata da Cecilia Gasdia, al piano Stefano Senesi)
10. Il maestro
11. Dormono tutti (video)
12. Nei giardini che nessuno sa
13. Letti (con Monica Guerritore)
14. Galeotto fu il canotto
15. L'incontro
16. Oltre ogni limite (cantata da Gigi D'Alessio)
17. Ancora qui
18. Magari
19. Ostinato amore
20. Madame (cantata da Irene Grandi)
21. Spiagge
22. Resisti
23. Medley:
  1. Sbattiamoci
  2. L'ambulanza
  3. Sgualdrina
  4. Chi sei
  5. Sergente no
  6. Amore sì, amore no
  7. Profumi, balocchi e maritozzi
24. Più su
25. Mi vendo
26. Il sole che non vedi
27. La mia generazione
28. I migliori anni della nostra vita
29. Il cielo

### 5 ottobre
1. Roma (video)
2. Io uguale io
3. Niente trucco stasera
4. La favola mia
5. Cercami
6. Amico
7. Inventi (con Tosca)
8. L'equilibrista
9. Morire qui
10. Ed io ti seguirò
11. Felici e perdenti
12. 1950 (cantata da Amedeo Minghi)
13. Arrivederci Roma (con Amedeo Minghi)
14. La pace sia con te
15. Dormono tutti (video)
16. Vizi e desideri
17. Spiagge
18. Resisti
19. Il carrozzone
20. Triangolo (con Raffaella Carrà)
21. Più su
22. A braccia aperte
23. Medley:
  1. Sbattiamoci
  2. L'ambulanza
  3. Sgualdrina
  4. Chi sei
  5. Sergente no
  6. Amore sì, amore no
  7. Profumi, balocchi e maritozzi
24. Ave Maria (cantata da Al Bano)
25. Baratto
26. La mia generazione
27. I migliori anni della nostra vita
28. Il cielo

### 6 ottobre
1. Roma (video)
2. Io uguale io
3. Niente trucco stasera
4. La favola mia
5. Calendario
6. Amico
7. Fermati (cantata dagli Avion Travel)
8. Inventi
9. Periferia
10. Letti (con Monica Guerritore)
11. Cercami (cantata da Fiorella Mannoia)
12. La tua idea (al piano Piero Pintucci)
13. Il carrozzone (cantata da Tosca, al piano Piero Pintucci)
14. Il maestro
15. Dormono tutti
16. I commedianti (con Sabrina Ferilli)
17. Arrivederci Roma (con Sabrina Ferilli, al piano Mario Vicari)
18. Magari
19. Resisti
20. Ha tanti cieli la luna (cantata da Cecilia Gasdia, al piano Stefano Senesi)
21. Spiagge
22. Più su
23. Momento Rita Pavone
24. Mi vendo (cantata da Rita Pavone)
25. Medley:
  1. Sbattiamoci
  2. L'ambulanza
  3. Sgualdrina
  4. Chi sei
  5. Sergente no
  6. Amore sì, amore no
  7. Profumi, balocchi e maritozzi
26. Giorni
27. La mia generazione
28. I migliori anni della nostra vita
29. Il cielo

### 8 ottobre
1. Roma (inedito)
2. Niente trucco stasera
3. Vivo
4. Ancora qui
5. Ha tanti cieli la luna (Cecilia Gasdia)
6. La favola mia
7. Spiagge
8. Amico
9. Figli della guerra (Michele Zarrillo)
10. Cercami
11. Il coraggio delle idee
12. Morire qui
13. Pionieri (strumentale - Orchestra di S. Cecilia)
14. Resisti
15. Questi amori
16. Dormono tutti
17. Magari
18. Nei giardini che nessuno sa (con Mario Biondi)
19. Mi vendo
20. Letti (con Monica Guerritore)
21. Medley: Sbattiamoci/L'ambulanza/Sgualdrina/Chi sei/Sergente No/Amore si Amore no/Profumi, Balocchi e Maritozzi
22. Buon Natale
23. Baratto
24. Momento New Trolls
25. Più su
26. Spalle al muro (Mariella Nava)
27. La mia generazione (inedito)
28. I migliori anni della nostra vita
29. Il cielo

### 9 ottobre
1. Roma (inedito)
2. La favola mia
3. Niente trucco stasera
4. Siamo eroi
5. Ancora qui
6. Amico
7. Ha tanti cieli la luna (Cecilia Gasdia)
8. Inventi
9. Qualcuno mi renda l'anima
10. Per non essere così (Marco Mengoni)
11. Morire qui
12. Letti (con Monica Guerritore)
13. Spiagge
14. Artisti (al pianoforte Danilo Rea)
15. Dormono tutti
16. Magari
17. Resisti
18. Arrendermi mai (Mattia De Luca)
19. Cercami
20. Il Jolly
21. La rete d'oro (Raf)
22. Arrivederci Roma (Raf e Gabriella Labate)
23. Più su
24. L'impossibile vivere (strumentale - Orchestra di S. Cecilia)
25. Triangolo
26. Momento Gigi Proietti
27. Medley: Sbattiamoci/L'ambulanza/Sgualdrina/Chi sei/Sergente No/Amore si Amore no/Profumi, Balocchi e Maritozzi
28. Figaro
29. Giorni
30. La mia generazione (inedito)
31. I migliori anni della nostra vita
32. Il carrozzone (strumentale - Orchestra dei Carabinieri)
33. Il cielo
34. La vita è un dono

## La band
- Danilo Madonia - tastiere
- Bruno Giordana - tastiere aggiuntive e sax
- Paolo Costa - basso
- Rosario Jermano - percussioni
- Giorgio Cocilovo, Fabrizio Leo - chitarra
- Mark Baldwin Harris - pianoforte
- Lele Melotti - batteria
- Orchestra Universale Italiana diretta e scritta dal M° Renato Serio